# Parlamentsvalet i Storbritannien 1895
Parlamentsvalet i Storbritannien 1895 hölls från 13 juli till 7 augusti 1895. Det vanns av de konservativa (med liberalunionisterna), ledda av Lord Salisbury, som fick en stor majoritet över Lord Roseberys liberaler.
| Parti                                       | Röster    | Platser | Förändring | Andel av rösterna (%) |
| Conservative Party & Liberal Unionist Party | 1 759 484 | 411     | + 98       | 49,1                  |
| Liberal Party                               | 1 628 405 | 177     | - 95       | 45,7                  |
| Irländska nationalister                     | 140 254   | 82      | + 1        | 4,0                   |
| Independent Labour Party                    | 34 433    | 0       |            | 1,0                   |
| Oberoende liberal                           | 3 733     | 0       | - 1        | 0,1                   |
| Oberoende nationalist                       | 3 429     | 0       |            | 0,1                   |
| Social Democratic Federation                | 3 122     | 0       |            | 0,1                   |
| Oberoende Lib-Lab                           | 2 348     | 0       |            | 0,1                   |

Totala antalet avlagda röster: 3 575 868. Alla partier med mer än 1 000 röster visade.